# Italie au Concours Eurovision de la chanson 1970
L'Italie a participé au Concours Eurovision de la chanson 1970 le 21 mars à Amsterdam, aux Pays-Bas. C'est la 15e participation italienne au Concours Eurovision de la chanson.
Le pays est représenté par le chanteur Gianni Morandi et la chanson Occhi di ragazza, sélectionnés en interne par la RAI.

## Sélection

### Sélection interne
Le radiodiffuseur italien, la Radiotelevisione Italiana (RAI, « Radio-télévision italienne »), sélectionne en interne l'artiste et la chanson représentant l'Italie au Concours Eurovision de la chanson 1970.
La RAI, sélectionne l'un des vainqueurs du Festival de Sanremo 1970 comme artiste et la chanson interprétée par l'artiste en interne.
| Ordre | Interprète     | Chanson          | Langue  | Traduction    |
| ----- | -------------- | ---------------- | ------- | ------------- |
| 1     | Gianni Morandi | Occhi di ragazza | Italien | Yeux de fille |

Lors de cette sélection interne, c'est la chanson Occhi di ragazza, écrite par Sergio Bardotti, Gianfranco Baldazzi, composée par Lucio Dalla et interprétée par Gianni Morandi, qui fut choisie. À l'Eurovision, l'interprète est accompagné de Mario Capuano (it) comme chef d'orchestre.

## À l'Eurovision
Chaque pays a un jury de dix personnes. Chaque juré attribue un point à sa chanson préférée.

### Points attribués par l'Italie
| 3 points | Espagne Pays-Bas |
| 2 points | Royaume-Uni      |
| 1 point  | Allemagne France |

### Points attribués à l'Italie
| 10 points | 9 points | 8 points | 7 points              | 6 points      |
| --------- | -------- | -------- | --------------------- | ------------- |
|           |          |          |                       |               |
| 5 points  | 4 points | 3 points | 2 points              | 1 point       |
|           |          |          | - Allemagne - Espagne | - Yougoslavie |

Gianni Morandi interprète Occhi di ragazza en troisième position, suivant la Suisse et précédant la Yougoslavie.
Au terme du vote final, l'Italie termine 8e — à égalité avec la Belgique et Monaco — sur 12 pays, ayant obtenu 5 points au total, provenant de trois pays,.